# Paris, enquêtes criminelles
Paris, enquêtes criminelles je francouzský televizní seriál, který v letech 2007–2008 vysílal soukromý televizní kanál TF1 Celkem byly odvysílány tři řady s 20 díly. Jedná se o adaptaci amerického seriálu Zákon a pořádek: Zločinné úmysly.

## Charakteristika
Seriál pojednává o dvou policistech, kteří vyšetřují těžké zločiny. Přístup k vyšetřování je u každého odlišný. Vincent Revel je velmi intuitivní, zatímco jeho kolegyně Mélanie Rousseau je více racionální. Některé epizody jsou kopie dílů z originální série. Na rozdíl od jiných odvozených seriálů Zákon a pořádek nezačínají epizody úvodním proslovem.

## Přehled postav
- Vincent Pérez: velitel Vincent Revel
- Laure Killing: prokurátorka Fontana
- Sandrine Rigaux: poručice Claire Savigny
- Jacques Pater: komisař Bonnefoy
- Hélène Godec: soudkyně Lherbier
- Audrey Looten: poručice Mélanie Rousseau

## Seznam epizod
První řada
1. Fantôme
2. Requiem pour un assassin
3. Le Serment
4. Addiction
5. Scalpel
6. L'Ange de la mort
7. Un homme de trop
8. Le Justicier de l'ombre

Druhá řada
1. Blessure secrète
2. Rédemption
3. Suite funéraire
4. Complot
5. Un cri dans la nuit
6. L'amour fou

Třetí řada
1. Trafics
2. Visions
3. La grande vie
4. La quête
5. Un crime d'amour
6. Comme un frère